# Louis Musy
Pour les articles homonymes, voir Musy.
Louis Musy (22 octobre 1902, Oran — 19 octobre 1981, Paris 13e) est un baryton d'opéra français et un directeur artistique. Il a principalement travaillé à l'Opéra-Comique à Paris.

## Vie
Louis Musy suit les cours de chant de Léon David.
Il fait ensuite ses débuts de Le Chemineau de Xavier Leroux en 1925 à l'Opéra-Comique puis chante différents rôles d'opéras français ou italien du répertoire de l'Opéra-Comique.
Musy est un des quatre membres du comité qui dirige l'Opéra-Comique après la libération de Paris en 1944. Il devient directeur artistique en 1947.
Il a enseigné au Conservatoire national supérieur de musique, rue de Madrid à Paris. Ses élèves furent, entre autres, Xavier Depraz, Jean Dupouy, Jacques Loreau, Irène Sicot et Rémy Corazza.

## Créations
En plus de ses participations à des premières parisiennes de plusieurs opéras, il a eu les rôles suivant dans des créations mondiales :
- Son ami dans Le Pauvre Matelot de Milhaud, 1927
- Dandin dans Georges Dandin d'Ollone, 1930
- Le roi dans Le Roi d'Yvetot d'Ibert, 1930
- Balthazar dans Le Roi bossu de Barraine, 1932
- Sganarelle dans L'École des maris de Bondeville, 1935
- Minzit dans Mon oncle Benjamin de Bousquet, 1942

## Enregistrements
Il enregistre les œuvres suivantes
- Carmen en 1927 dans le rôle d'Escamillo
- Faust en 1930 dans le rôle de Valentin
- Les Contes d'Hoffmann en 1948 dans le rôle de Lindorf
- Louise en 1956 dans le rôle du père
- L'École des maris d'Emmanuel Bondeville en 1954 dans le rôle de Sganarelle)
- Les Mousquetaires au couvent en 1957 dans le rôle de Bridaine
- La Fille de madame Angot en 1958 dans le rôle de Larivaudière

Il joue Bartholo en 1948 dans le film Le Barbier de Séville réalisé par Jean Loubignac et dirigé par André Cluytens.